# Notice sur les Bois de la Nouvelle Calédonie
Notice sur les Bois de la Nouvelle Calédonie (abreviado Not. Bois Nouv. Caled.) es un libro con ilustraciones y descripciones botánicas que fue escrito conjuntamente por Hippolyte Sebert y Jean Armand Isidore Pancher. Fue publicado en París en el año 1873-1874 con el nombre de Notice sur les Bois de la Nouvelle Calédonie Suivie de Considérations Générales sur les Propriétés Mécaniques des Bois et sur les Procédés Employés pour les Mesurer.